# Fondazione Cerratelli

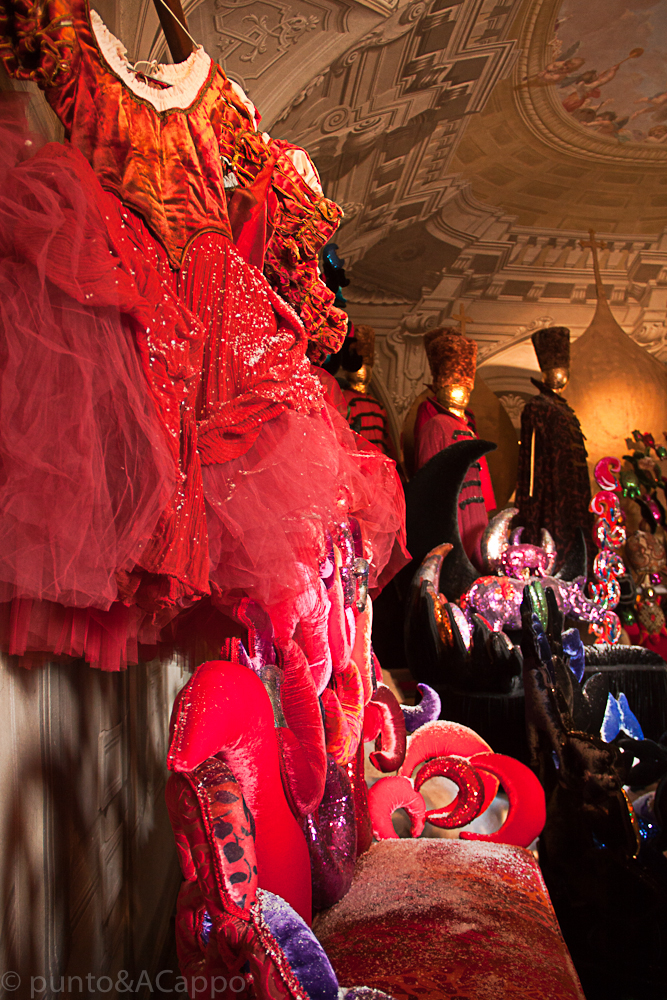
Abiti di scena esposti

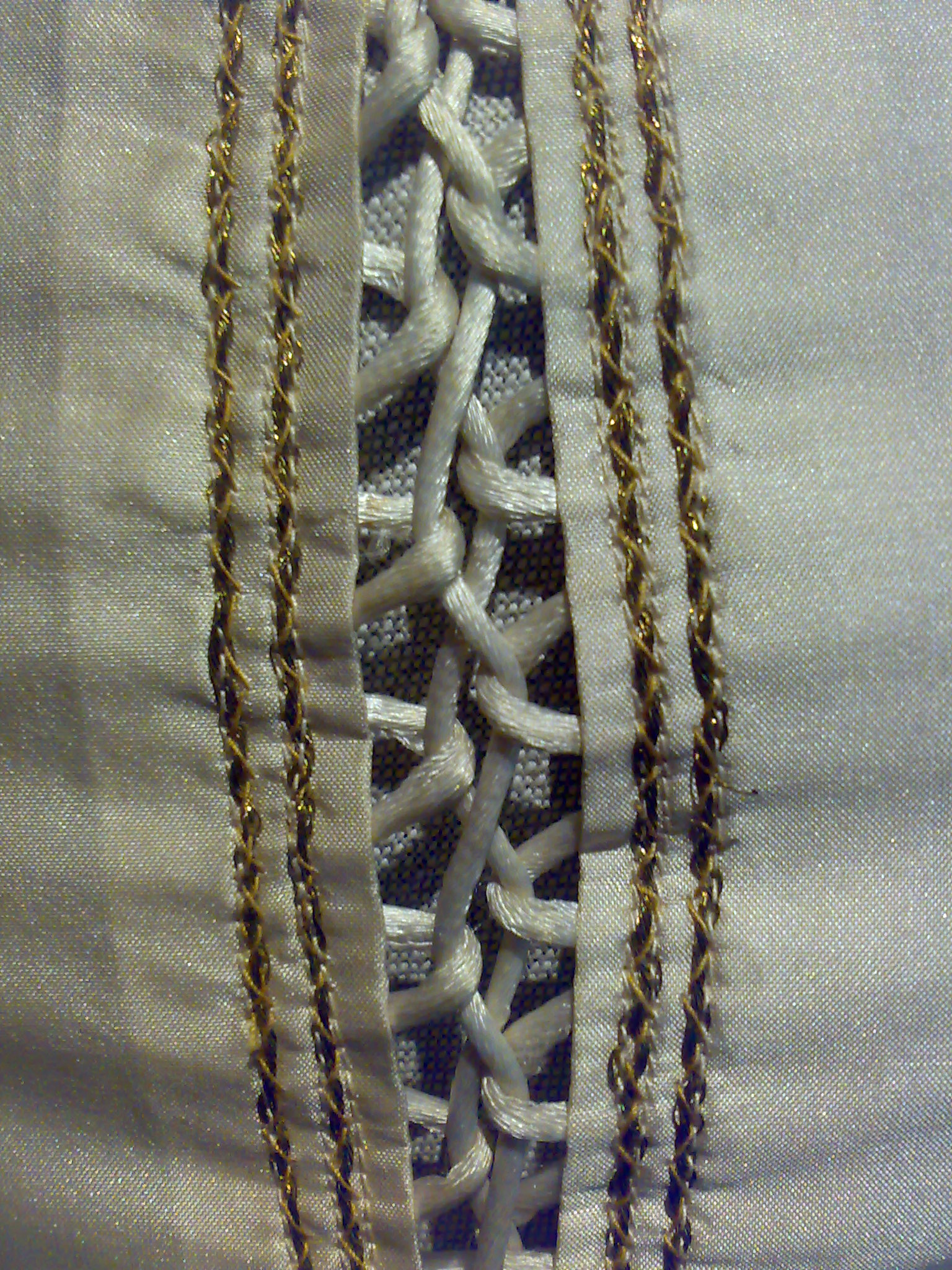
Particolare di una riproduzione di un abito medievale

La Fondazione Cerratelli è uno spazio espositivo che raccoglie un'importante collezione di costumi teatrali e cinematografici. Sua sede si trova dal 3 dicembre 2011 presso la villa Roncioni a Pugnano, frazione del comune di San Giuliano Terme.
Nel museo sono conservati i costumi di scena realizzati dalla casa d'arte fiorentina e appartenuti ad attori di cinema e teatro, per opere liriche e film realizzati da registi quali Renato Castellani, Georges Chazalet, Eduardo De Filippo, Mauro Bolognini, Sylvano Bussotti, Ugo Gregoretti, J. Miller, Jean-Pierre Ponnelle, Luca Ronconi, Giorgio Strehler, Luchino Visconti, Franco Zeffirelli.
Della collezione fanno parte più di 30.000 costumi storici.

## Storia
La casa d'Arte Cerratelli nacque nel 1914 per volontà del baritono Arturo Cerratelli (uno dei primi a cantare La bohème di Giacomo Puccini) che pensò di raccogliere i costumi di scena della sua epoca in un palazzo nelle vicinanze del Teatro della Pergola di Firenze.
A partire dagli anni '30, Roma e Cinecittà acquistarono sempre più importanza. Il cinema cominciò una nuova fase in cui cambiarono le richieste per i costumi di scena: si volevano oggetti che vestissero corpi in movimento e che dessero vita ai personaggi. Uno dei maestri della costumistica teatrale e cinematografica, Gino Carlo Sensani, per esaudire queste richieste, si rivolse alla Casa d'Arte Cerratelli.
Cominciò così la carriera di Cerratelli nel cinema.
Tra i figurinisti italiani e stranieri con cui la sartoria Cerratelli ha collaborato per la realizzazione di costumi ci sono: Anna Anni, M. Balò, A. Buti, S. Blane, C. Cagli, P. Cascella, F. Casorati, V. Colasanti, P. Conti, L. Coutaud, S. Dalì, E. d'Assia, Maria de Matteis, Danilo Donati, M. Escoffier, L. Fini, E. Frigerio, L. Ghiglia, P. Grossi, E. Guglielminetti, Renato Guttuso, P. Hall, P. Halmen, E. Job, M. Kamer, O. Koloschka, E. Luzzati, M. Maccari, E. Marini, M. Monteverde, O. Nicoletti, W. Olandi, P. L Pizzi, J. P. Ponelle, J. Rose, U. Santicchi,, Gino Carlo Sensani, Piero Tosi.
Nel 1939 furono realizzati i primi costumi per il film Un'avventura di Salvator Rosa del regista Alessandro Blasetti, seguito da decine di altri film e colossal tra cui La figlia del capitano di Mario Camerini del 1947, Il Cavaliere Misterioso di Riccardo Freda del 1948, El Cid di Anthony Mann del 1961 che valse loro la nomination all'Oscar come migliore scenografia, fino alla collaborazione dagli anni '60 con Franco Zeffirelli per celebri film come La bisbetica domata del 1967, Romeo e Giulietta del 1968 per il quale Danilo Donati vinse l'Oscar per la migliore scenografia, Otello (1986) e Hamlet (1990). Franco Zeffirelli è Presidente Onorario della Fondazione Cerratelli.
Il Metropolitan di New York, il Lyric Opera di Chicago, la Comédie-Française di Parigi, il Royal Opera House Covent Garden di Londra, la Bundestheaterverband di Vienna, il Württembergisches Staatstheater di Stoccarda, la Hamburgische Staatsoper di Amburgo, il Grand Théâtre di Ginevra, e gli italiani La Scala di Milano, Comunale di Firenze (tra cui quelli disegnati nel 1933 da Giorgio de Chirico per il Maggio Musicale Fiorentino), La Fenice di Venezia, il Regio di Torino, l'Arena di Verona, il San Carlo di Napoli, l'Opera di Roma, il Bellini di Catania, il Teatro Massimo Vittorio Emanuele di Palermo sono tutti teatri che hanno allestito varie opere liriche con questi costumi.
Per la danza si ricordano i costumi disegnati da Renato Guttuso per La Giara (1939) del compositore Alfredo Casella, con coreografie di Aurel Milloss).
Per quanto riguarda la prosa, sono stati realizzati costumi per importanti spettacoli sia per la TV che per i teatri in Italia e all'estero. Tra questi si ricordano I Borgia per la BBC del 1981, Maria Stuarda per la Rai nel 1988, come pure la Maria Stuarda di Zeffirelli per il teatro della Pergola di Firenze e La Lupa con protagonista Anna Magnani.
L'associazione Fondazione Cerratelli nasce nel 2005, grazie a Floridia Benedettini della sartoria Carnet di Pisa, con lo scopo di preservare l'archivio storico.

## Costumi di Opere presenti nel repertorio
- Adriano in Siria di G.B. Pergolesi
- L'Africana di G. Meyerbeer
- Aida G. Verdi (molti celebri allestimenti)
- Alceste
- L'Amico Friz P.Mascagni
- Andrea Chénier di U. Giordano
- Anna Bolena G. Donizetti
- Antonio e Cleopatra di S. Barber
- Arianna a Nasso di R.Straus
- Armida
- Attila di G. Verdi
- Ballo in Maschera di G. Verdi
- Barbiere di Siviglia di G. Rossini
- La battaglia di Legnano di G. Verdi
- Beatrice di Tenda di V. Bellini
- La Boheme di G. Puccini
- Boris Godunov di M. Mussorgskij
- Cappello di Paglia di Firenze di N. Rota
- I Capuleti e i Montecchi di V. Bellini
- Carmen di G. Bizet
- Carmina Burana C. Orff
- La carriera di un Libertino di I. Stravinschi
- Cavalleria Rusticana di P.Maschagni
- La Clemenza di Tito di W.A.Mozart
- Don Carlo di G. Verdi
- Don Pasquale di G. Donizetti
- Don Giovanni di W.A. Mozart
- Falstaff di G. Verdi
- La fanciulla del West di G. Puccini
- La Favorita di G.Donizetti
- Fedora di U.Giordano
- Fidelio di L.v.Beethoven
- Figlia del reggimento di G. Donizetti
- Il Figliol Prodigo di A. Ponchielli
- Il Flauto Magico di W.A. Mozart
- La Forza del Destino di G. Verdi
- La Gazza Ladra di G. Rossini
- Gianni Schicchi di G. Puccini
- La Gioconda di A. Ponchielli
- Guglielmo Rateliff di P.Mascagni
- Guglielmo Tel di G. Rossigni
- Iris di P.Mascagni
- L'Elisir d'Amore di G. Donizetti
- Livietta e Tracollo di G.B. Pergolesi
- Lucia di Lammermoor di G. Donizetti
- Lulù di A.Berg
- Machbet di G. Verdi
- Madama Butterfly di G. Puccini (numerosi allestimenti)
- Manon Lescaut di G. Puccini (numerosi allestimenti)
- Maria Stuarda di G. Donizetti (numerosi allestimenti)
- I Masnadieri di G. Verdi
- Matrimonio Segreto di D. Cimarosa
- Le Maschere P.Mascagni
- Medea di L. Cherubini
- Mefistofele di A. Boito
- Mose di G. Rossini (numerosi allestimenti)
- Mistero e Processo di Giovanna D'Arco di R. De Simone
- Nabucco di G. Verdi (numerosi allestimenti)
- Norma di V. Bellini
- Il Naso di D. Sostakovic
- Orfeo C. Monteverdi
- Otello di G. Verdi (numerosi allestimenti)
- I Pagliacci di R. Leoncavallo
- Parsifal di R. Wagner
- Il Pirata di V. Bellini
- I Puritani di V. Bellini (figurinista Giorgio De Chirico)
- I Racconti di Hofmann di J.Offenbach
- Il Ratto dal Serraglio di W.A. Mozart (regia G. Strehler costumi.L. Damiani)
- Rigoletto di G. Verdi (numerosi allestimenti)
- Ritorno di Ulisse in Patria di C. Monteverdi
- Roberto il Diavolo di G. Meyerbeer
- La Rondine di G. Puccini
- Semiramide di G. Rossini (numerosi allestimenti)
- La Serva Padrona di G. B. Pergolesi
- Il Signor Bruschino di G. Rossini
- Simon Boccanegra di G. Verdi
- Sogno di una notte di mezza estate di B. Britten
- La Sonnambula di V. Bellini
- Suor Angelica di G. Puccini
- Tabarro di G. Puccini
- Tancredi di G. Rossini
- Tosca di G. Puccini (numerosi allestimenti)
- La Traviata di G. Verdi (numerosi allestimenti)
- Tristano e Isotta di R. Wagner
- Il Trovatore di G. Verdi (numerosi allestimenti)
- Turandot di G. Puccini (numerosi allestimenti)
- Il Turco in Italia di G.Rossini
- Vespri Siciliani di G. Verdi
- Le Villi di G. Puccini
- Wozzech di A. Berg
- Le Zite in galera di R. De Simone